# ひみつシリーズ
学研まんがひみつシリーズ（がっけんまんがひみつシリーズ）は、学習研究社（現・学研ホールディングス）が1972年から刊行した児童向け学習漫画シリーズ共通タイトル「学研まんが」の中で、タイトルに「○○のひみつ」と付くシリーズ。2003年以後は『新ひみつシリーズ』が後継作品として学研教育出版（2009年 - 2015年）→学研プラス（2015年 -）より発行されている。

## 概要
『ひみつシリーズ』は1972年のシリーズ開始以来、2003年からの『新ひみつシリーズ』も合わせての累計発行部数は2013年時点で2300万部を超えている。内容は漫画を用いて子供に各テーマの学習題材を解説するといったもの。「まめちしき」という関連記事が各ページの外側余白に1行で書かれている。
登場人物の構成についてはほぼ共通しており、解説役の博士（お兄さん、お姉さん、親、動物、異星人、神様などの場合もある）、質問、学習する側の「小学生の男の子」と「小学生の女の子」の2人組（男の子が年長と年少2人で計3人組のときもある）、および「マスコットキャラクター」という構成が多い。
本シリーズの成功が学習書業界に与えた影響は大きく、追随する形で小学館の『ふしぎシリーズ』や集英社の『ガクマンシリーズ』など他社も学習まんが書籍のシリーズを立ち上げていった。
背表紙や「まめちしき」などに登場する、虫眼鏡を下げた少年のマスコットキャラクターは吉田迪彦デザインの「ピッポくん」。1970年から『科学と学習』誌上で登場している。命名の由来は「ピッ
と閃いてポッとわかる」。
1972年から1990年までの旧版は背表紙のタイトル文字が、赤箔地に白抜きのものであった。1990年の7月ごろから、白地に赤箔の文字としたデザインの装丁が登場。旧版の19タイトルが、旧装丁の本体に新しい装丁のカバーを挟み込む形で発行された。1992年には、1990年から登場した装丁を引き継いだ「新訂版」が登場。こちらは旧版の34タイトルが、新訂版で発行された。なお、先行して新しい装丁で発行された旧版の19タイトルは、新訂版にはなっていない。
旧版は70タイトルが刊行され、新訂版ではそれに6冊が加わり、合計は76タイトルとなる。
新訂版では、従来の装幀に代わり、白地を基調としテーマに副った新たなイラストを取り込んだカバーデザインとなった。また、カバーを外した本体表紙は、旧版では、1974年半ばまでは青色、またはオレンジ色の単色のものであったが、新訂版はカバーとまったく同じ（カラー）で、本体にもコーティングが施され、カバーをなくしてもあまり支障がない装幀となっている。内容も時代に合わせ部分的に改訂されたり、中には同じタイトルでも全編が描き直されたものもあった。
なお、『ひみつシリーズ』は2003年に『新ひみつシリーズ』が刊行されて以降も併行して販売され、2007年頃までは重版されていた。その後、旧シリーズは全て絶版となり『新ひみつシリーズ』へと完全移行された。また、2003年から2012年にかけて、『大人の科学マガジン』の創刊号から33号までの誌上にて、「大人のひみつシリーズ」が連載された。

## ひみつシリーズのテーマ
『ひみつシリーズ』は、基本的に図鑑を漫画化したもので、初期では海や自然、地球、動物、魚、人体などカテゴリーの大きなテーマを扱っており、専ら科学（理系分野）が対象であった。後に犬や猫、カブトムシなど細分化されたテーマ、また漢字や記号、年中行事、歴史など人文科学・社会科学（文系分野）を扱った作品、またNHKの番組を漫画化したものも登場した。シリーズ末期では原子力や石油などのエネルギー関連、環境問題、更にパンやインスタントラーメンといった食品関連のジャンルまで登場している。
『ひみつシリーズ』の後に出版された『事典シリーズ』では『ひみつシリーズ』より専門的な内容を扱っている。〈新ひみつシリーズ〉では学術関係に囚われない傾向が見られ、囲碁や将棋、サッカーといった趣味のジャンルも補っている。また、以前には他に小学校低、中学年を対象に、算数、理科、漢字学習をテーマとしたものも刊行されたことがある。

## 姉妹作品
学研まんがは『ひみつシリーズ』以外にも、以下のような姉妹作品がある。
事典シリーズ全38種で、一部は『ひみつシリーズ』からの移行。装幀は黄色。
早わかり入門シリーズ『ひみつシリーズ』ではほぼ対象外（「つりのひみつ」を除く）となっていた趣味や遊びのジャンルを補ったシリーズ。装幀は黄色。漫画の描き方や釣り、将棋、工作などの遊びにウェートを置いており、また占いやクッキング、オシャレなど少女向けの作品も多かった。1980年に第一号「まんがかき方入門」刊行。以後、「まんがコーチ」とタイトルを変えて販売を行う。1987年の絶版までに全25作品が刊行された。
算数ひみつシリーズ
小学生を対象に、算数で習う項目をまんが形式で説明したもの。旧版は1979年に刊行され、1年生〜4年生を対象にしている。また、1993年には全学年を対象にした新版が刊行された。
理科ひみつシリーズ
理科を対象とした作品は歴史が古く、1973年に「ピッポシリーズ」として『理科』（1年生〜3年生を対象）を刊行。それから遅れて1980年に1年生〜4年生を対象にした『理科ひみつシリーズ』を刊行した。また、算数のひみつと同様、新版が1993年に刊行され、高学年の5、6年生はそれぞれ上下巻となっている。
漢字ひみつシリーズ
小学校で学習する漢字にスポットを当てたシリーズで、1985年に小学校1年生〜4年生向けを刊行。上述の2冊ほどセールスは振るわず、新版は刊行されていない。
伝記シリーズ発明家や科学者、哲学者など世界の偉人の伝記を漫画形式にしたもの。『ひみつシリーズ』に次ぐヒット作となった。約40作品を刊行。
日本史人物シリーズ伝記シリーズの日本版で、中でも歴史上の重要人物の生き様を採り上げ、漫画形式にしたもの。伝記シリーズからの独立（「人物日本史」とは異なる）。
なぜなぜ110番シリーズ
1981-1982年刊行。特定の題材をもとに110の疑問に答える形式。当時『○年の科学』連載の『チクタク大冒険』のキャラクターが登場する。全5巻。「なぜなぜ110番」の名称は学研キッズネット内でも使用されている。
名作シリーズ世界の名作を漫画形式にしたもの。10作品が制作されたほか、タイアップ企画として制作された数作品がある。
教科書まんが事典小学校で履修する教科書の内容を国語、算数、社会、理科に分けて漫画にしたもの。全12巻。1991年には後継作となる『教科書まんがらくらく大事典』が全13巻で刊行された。
まんがひみつ文庫（まんがでよくわかるシリーズ）後述。
科学ふしぎクエスト2015年創刊。従来のひみつシリーズと異なりB5変・オールカラーとなっている。詳細はレーベルの項目を参照。

## 主な執筆漫画家
執筆作家には同じく学研が刊行していた『科学と学習』で活動する漫画家が多く参加していた。以下はその代表。
- 内山安二 - 特に彼の執筆作品から科学を志した者も多いといわれる[5]。
- よこたとくお - 『電気のひみつ』で登場した「ヒカル博士」、「フトシくん」、「エミちゃん」が作品の基本キャラクターである[2]。『伝記シリーズ』でも著作多数[5]。
- 藤木輝美 - 1972年の創刊当時から2003年の『新ひみつシリーズ』まで長く活躍。マニアの間では「トラウマ作が多い」と噂されるという[5]。
- 飯塚よし照 - 理系分野のテーマが多い『ひみつシリーズ』の中で文系分野のテーマ作品を多く担当した。学習塾経営者という一面を持ち[5]『合格いっぽん道』という受験情報ラジオ番組も持っていた。

その他、沢田ユキオや青木たかおなど、『月刊コロコロコミック』（小学館）など児童向けコミックで活躍している漫画家も執筆している。また、伝記シリーズや名作シリーズを含めると、石ノ森章太郎や方倉陽二といった顔ぶれも登場する。
一部作品は「もう一度見たい! あのころの学研」シリーズとして旧版を復刻、学研bookbeyondにて電子書籍が配信されている。原書から削除された箇所も一部あり、代わりに『科学と学習』などに掲載された同一作者による漫画が付録として収録されている。

## ひみつシリーズ 刊行リスト

### （旧）ひみつシリーズ
初期のタイトルには刊行当初巻数は振られておらず、また末期では絶版や事典シリーズに移行した際に欠番となった巻数を再度付け直している（下表では括弧内表記）。そのため初版で全巻揃えたとしても巻数は揃わない。『石油のひみつ』以降6冊は初版から新装幀となっている。
最も売れたものはいずれも1972年に同時刊行された「からだのひみつ」、続いて「恐竜のひみつ」、「宇宙のひみつ」である。
| 巻     | タイトル                                 | 初版発行日 | 新訂版 発行日 | 漫画著者                                        | 備考 |
| ------ | ---------------------------------------- | ---------- | ------------- | ----------------------------------------------- | --- |
| 01     | 宇宙のひみつ                             | 1972.11.25 | 1992.4.23     | あいかわ一誠 新訂版：津原義明                   | |
| 02     | 恐竜のひみつ                             | 1972.11.25 | 1993.1.25     | 川崎てつお 新訂版：たかや健二                   | |
| 03     | からだのひみつ                           | 1972.11.25 | 1992.4.26     | 藤木輝美                                        | |
| 04     | コロ助の科学質問箱                       | 1972.11.25 | 1993.1.25     | 内山安二                                        | |
| 05     | 昆虫のひみつ                             | 1973.7.15  | 1992.7.20     | 林夏介                                          | |
| 06     | 地球のひみつ                             | 1973.7.15  | 1992.6.28     | 篠田ひでお 新訂版：たかや健二                   | |
| 07     | 忍術・手品のひみつ                       | 1973.7.15  | 1992.5.25     | 今橋さとし                                      | |
| 08     | 科学物知り百科                           | 1973.7.15  | 1992.6.28     | 内山安二                                        | |
| 09     | 動物のひみつ                             | 1974.1.20  | 1992.7.23     | 浜田貫太郎 新訂版：大石容子                     | |
| 10     | 飛行機・ロケットのひみつ                 | 1974.1.20  |               | 渡辺省三                                        | |
| 11     | 植物のひみつ                             | 1974.6.30  |               | 藤木輝美                                        | |
| 12     | 海のひみつ                               | 1974.6.30  |               | 川崎てつお                                      | |
| 13     | 魚のひみつ                               | 1974.6.30  | 1992.5.25     | 伊東章夫                                        | |
| 14     | 鳥のひみつ                               | 1975.1.10  |               | 今橋さとし                                      | |
| 15     | 発明・発見のひみつ                       | 1975.1.10  | 1992.5.25     | 相田克太、篠田ひでお、 高須れいじ、原島サブロー | |
| 16     | 天気100のひみつ                          | 1975.6.1   | 1992.4.26     | 相田克太・藤木輝美 新訂版：シュガー佐藤         | |
| 17     | トン・チン・カンの科学教室               | 1975.6.1   | 1992.5.25     | 渡辺省三                                        | |
| 18     | 地球や生物のなぞをとく 化石のひみつ      | 1975.12.10 |               | 川崎てつお・ ムッシュー田中                     | |
| 19     | できる・できないのひみつ                 | 1976.3.10  | 1993.1.18     | 内山安二                                        | |
| 20     | カブトムシ・クワガタのひみつ             | 1976.7.1   | 1992.12.21    | 林夏介                                          | |
| 21     | 動物植物 名まえのひみつ                  | 1977.4.20  |               | 川崎てつお・相田克太                            | |
| 22     | びっくり世界一 自然のひみつ              | 1977.4.20  | 1992.6.280    | よこたとくお                                    | 新訂版では「交通・建物の世界一」が削られ新たに「日本一をみつけよう」を加筆して校訂出版された。                                                                                         |
| 23     | 世界の国ぐに びっくり旅行                | 1977.10.20 |               | 内山安二                                        | |
| 24     | 野球のひみつ                             | 1977.12.25 | 1993.2.20     | 西雄介 新訂版：シュガー佐藤                     | 初期タイトルは『一発貫太くんの野球のひみつ』。 |
| 25     | NHKハテナゲーム 魔法実験のひみつ         | 1977.12.25 |               | 伊東章夫                                        | 原作はNHK番組『ハテナゲーム』。 |
| 26     | イヌのひみつ                             | 1978.4.1   | 1992.12.21    | 林夏介                                          | |
| 27     | 星と星座のひみつ                         | 1978.10.1  | 1992.5.25     | 相田克太                                        | |
| 28     | お金と切手のひみつ                       | 1978.10.10 |               | 川崎てつお・飯塚よし照                          | |
| 29(28) | ネコのひみつ                             | 1978.11.10 |               | 藤木輝美                                        | |
| 30(29) | 日本のひみつ探検                         | 1979.7.25  |               | 浅野利治                                        | |
| 31     | 日本の偉人まんが伝記事典                 | 1979.7.25  |               | 飯塚よし照                                      | 事典シリーズに移行。 |
| 32     | 世界の偉人まんが伝記事典                 | 1979.6.1   |               | 相田克太・よこたとくお                          | 事典シリーズに移行。 |
| 33(30) | つりのひみつ                             | 1979.9.20  | 1993.2.23     | 浜田貫太郎 新訂版：下栃棚正之                   | |
| 34(31) | 恐竜化石のひみつ                         | 1979.10.20 | 1992.12.18    | 篠田ひでお・北沢しげる・ あいかわ一誠・畠大輔   | |
| 35(32) | 電車・機関車のひみつ                     | 1980.7.25  | 1988.2.25     | 浅野利治                                        | 改訂版：1985.3.25 |
| 36(33) | 年中行事・記念日365日のひみつ            | 1980.7.25  | 1992.5.30     | 飯塚よし照・山田栄四・ 吉田忠                   | |
| 37(34) | 古代遺跡のひみつ                         | 1980.7.25  | 1992.6.28     | あいかわ一誠                                    | |
| 38(35) | 自動車のひみつ                           | 1981.3.10  | 1987.12.15    | 楠高治                                          | |
| 49(36) | まんがことわざ事典                       | 1981.2.20  | 1992.7.20     | よこたとくお・相田克太・ 関口たか広             | |
| 40(37) | 電気のひみつ                             | 1981.7.15  | 1992.6.28     | よこたとくお                                    | |
| 41(38) | 宇宙生活・スペースシャトルのひみつ       | 1981.9.25  |               | 楠高治                                          | |
| 42(39) | 記号・単位のひみつ                       | 1981.11.1  | 1993.1.22     | 川崎てつお・渡辺省三                            | |
| 43(40) | いる？いない？のひみつ                   | 1981.12.1  | 1992.4.26     | 深峰たかし                                      | |
| 44(41) | 漢字のひみつ                             | 1981.11.1  | 1992.12.21    | 飯塚よし照                                      | |
| 45     | まんが星座事典                           | 1982.4.10  |               | あいかわ一誠・渡辺省三・ 畠大輔                 | 事典シリーズに移行。 |
| 46     | まんがことば（慣用句）物知り事典         | 1982.10.1  |               | 飯塚よし照                                      | 事典シリーズに移行。 |
| 47     | まんが昔ばなし事典                       | 1982.6.10  |               | 平二郎・矢野功・矢野徳                          | 事典シリーズに移行。 |
| 48     | まんが恐竜図鑑事典                       | 1981.7.20  |               | 楠高治                                          | 事典シリーズに移行。 |
| 49     | まんが日本史事典①                        | 1982.5.15  |               | クニトシロウ・堀江卓・ 藤木てるみ・横田とくお   | 事典シリーズに移行。 |
| 50     | まんが日本史事典②                        | 1982.8.10  |               | クニトシロウ・堀江卓・ 藤木てるみ・横田とくお   | 事典シリーズに移行。 |
| 51     | まんが日本史事典③                        | 1982.11.1  |               | クニトシロウ・堀江卓・ 藤木てるみ・横田とくお   | 事典シリーズに移行。 |
| 52(42) | 地震のひみつ                             | 1983.7.1   | 1992.7.20     | 藤木輝美                                        | 新訂版では、「きょうふの10大地震レポート」の「イタリア地震」の頁を「日本海中部地震」に代えて校訂出版された。                                                                           |
| 53(43) | テレビ特撮のひみつ                       | 1983.6.10  |               | 渡辺省三                                        | |
| 54(44) | 病気のひみつ                             | 1984.11.1  | 1992.4.26     | 楠高治                                          | |
| 55(45) | 南極・北極のひみつ                       | 1983.6.10  |               | 楠高治・畠大輔                                  | |
| 56(46) | NHKクイズ面白ゼミナール 教科書クイズ     | 1984.4.5   |               | 木村一郎                                        | |
| 57(47) | 英語のひみつ                             | 1985.9.10  | 1993.1.26     | 高峰至                                          | |
| 58     | まんが百人一首事典                       | 1983.12.10 |               | 竹本みつる                                      | 事典シリーズに移行。 |
| 59     | まんが宇宙開発事典                       | 1985.9.1   |               | 楠高治                                          | 事典シリーズに移行。 |
| 60(48) | NHKクイズ面白ゼミナール うそ・ほんと     | 1984.4.5   |               | 内山安二                                        | |
| 61(49) | コアラのひみつ                           | 1984.12.10 |               | 北本善一                                        | |
| 62(50) | NHKクイズ面白ゼミナール 続・教科書クイズ | 1985.6.20  |               | 木村一郎                                        | |
| 63(51) | NHKクイズ面白ゼミナール 続・うそ・ほんと | 1985.7.15  |               | 内山安二                                        | |
| 64(52) | ロボットのひみつ                         | 1985.8.1   |               | 藤木てるみ                                      | |
| 65(53) | みえる・みえないのひみつ                 | 1986.3.1   | 1992.12.21    | 沢田ユキオ                                      | |
| 66(54) | 有毒動物のひみつ                         | 1985.4.15  | 1992.12.21    | 木村研                                          | |
| 67(55) | お金のひみつ                             | 1985.5.20  |               | わちさんぺい                                    | |
| 68(56) | 切手のひみつ                             | 1985.6.25  |               | 熊谷さとし                                      | |
| 69(57) | パンダのひみつ                           | 1988.7.25  |               | 内山安二・小田流之                              | |
| 70(58) | 太陽のひみつ                             | 1990.6.15  | 1992.9.18     | 安部団吉                                        | |
| (59)   | 石油のひみつ                             | 1992.6.19  |               | 西田真基・安部団吉                              | |
| (60)   | 地球環境のひみつ                         | 1992.12.18 | 2000.1.18     | 山口太一                                        | 初版はアニメ『地球SOS それいけコロリン』とタイアップ。 |
| (61)   | エネルギーのひみつ                       | 1994.4.1   |               | 安部団吉・堀江卓・ 西田真基                     | 協力：資源エネルギー庁、原子力発電技術機構 |
| (62)   | パンのひみつ                             | 1995.4.26  |               | 山口太一                                        | 協力：日本パン工業会、全日本パン協同組合連合会、製粉協会、製粉振興会、日本イースト工業会、日本マーガリン工業会、日清製粉株式会社、日本製粉株式会社、昭和産業株式会社、日東製粉株式会社 |
| (63)   | インスタントラーメンのひみつ             | 1998.3.30  |               | たかや健二                                      | 協力：日清食品 |
| (64)   | チューインガムのひみつ                   | 2000.4.1   |               | ながいのりあき                                  | 協力：ロッテ |

### 新ひみつシリーズ
巻数は現刊行版のもの。シリーズ開始当初は巻数は振られておらず、途中より絶版などを整理する形でナンバリングが施された。そのため巻数は刊行順に沿ったものではない。
現刊行版
| 巻 | タイトル                         | 発行日     | 漫画著者       | 備考           |
| -- | -------------------------------- | ---------- | -------------- | -------------- |
| 01 | 日本史人物55人のひみつ           | 2003.2.28  | 甲斐謙二       |                |
| 02 | サッカーのひみつ                 | 2003.4.11  | 藤みき生       |                |
| 03 | 大リーグのひみつ                 | 2003.4.25  | 常野啓         |                |
| 04 | 国旗のひみつ                     | 2010.9.24  | 池田圭吾       |                |
| 05 | 将棋のひみつ                     | 2003.6.6   | 加賀さやか     |                |
| 06 | 恐竜世界のひみつ                 | 2003.7.18  | 伴俊男         |                |
| 07 | 大自然のふしぎ50のひみつ         | 2004.2.27  | 鵺りつき       |                |
| 08 | お金100のひみつ                  | 2004.3.26  | 久保田聡       |                |
| 09 | 宇宙・星のひみつ                 | 2004.3.12  | グビグビー清水 |                |
| 10 | 頭をよくするひみつ               | 2004.3.19  | せりふみこ     | 監修：多湖輝   |
| 11 | 星座・星うらないのひみつ         | 2004.9.24  | 大岩ピュン     |                |
| 12 | 天気のひみつ                     | 2004.9.25  | 青木こずえ     | 監修：森田正光 |
| 13 | からだのひみつ                   | 2005.2.25  | 井上大助       |                |
| 14 | マジックのひみつ                 | 2005.3.11  | 土門トキオ     |                |
| 15 | 野球のひみつ                     | 2005.4.15  | 中川よしあき   |                |
| 16 | 発明と発見のひみつ               | 2005.11.18 | 流星光         |                |
| 17 | 1年366日のひみつ                 | 2005.12.2  | 大橋よしひこ   |                |
| 18 | 動物のひみつ                     | 2005.12.9  | 下栃棚正之     | 監修：今泉忠明 |
| 19 | 食べ物のひみつ                   | 2006.3.3   | 富士山みえる   |                |
| 20 | 科学のひみつ                     | 2006.4.28  | 青木こずえ     |                |
| 21 | カブトムシ・クワガタムシのひみつ | 2006.7.7   | もちつきかつみ |                |
| 22 | 昆虫のひみつ                     | 2006.7.14  | 熊谷さとし     |                |
| 23 | 地球のひみつ                     | 2006.11.24 | 大岩ピュン     |                |
| 24 | 有毒生物のひみつ                 | 2007.3.2   | グビグビー清水 |                |
| 25 | 恐竜化石のひみつ                 | 2007.7.13  | 小沼洋一       |                |
| 26 | 算数頭をつくるひみつ             | 2007.11.2  | 富士山みえる   | 監修：多湖輝   |
| 27 | いのちのひみつ                   | 2007.11.9  | 藤木輝美       |                |
| 28 | ことわざ・慣用句のひみつ         | 2008.1.25  | くぼやすひと   |                |
| 29 | ヒトの進化のひみつ               | 2008.2.22  | 中尾雄吉       |                |
| 30 | 記号・単位のひみつ               | 2009.1.16  | のまおさむ     |                |
| 31 | 絶滅動物のひみつ                 | 2012.9.28  | 下栃棚正之     | 監修：今泉忠明 |
| 32 | 絶滅動物のひみつ2                | 2013.3.1   | 下栃棚正之     | 監修：今泉忠明 |
| 33 | 地震のひみつ                     | 2013.3.1   | 吉川豊         |                |
| 34 | 絶滅動物のひみつ3                | 2013.6.29  | 下栃棚正之     | 監修：今泉忠明 |
| 35 | 四字熟語のひみつ                 | 2013.10.4  | みちのく       |                |
| 36 | 絶滅動物のひみつ4                | 2014.1.31  | 下栃棚正之     | 監修：今泉忠明 |
| 37 | 都道府県のひみつ                 | 2014.4.18  | もりけん       |                |
| 38 | 漢字のひみつ                     | 2014.5.30  | 中尾雄吉       |                |
| 39 | いる？いないのひみつ             | 2014.7.11  | おがたたかはる |                |
| 40 | 医学のひみつ                     | 2014.10.28 | 鵺りつき       |                |

絶版
| 巻 | タイトル     | 発行日   | 漫画著者 | 備考 |
| -- | ------------ | -------- | -------- | ---- |
| 4  | 囲碁のひみつ | 2003.5.1 | 小井土繁 |      |

特別編
| タイトル                        | 発行日   | 漫画著者   | 備考 |
| ------------------------------- | -------- | ---------- | ---- |
| おもしろ!ものしり王クイズブック | 2013.3.1 | 科学編集部 |      |

## まんがでよくわかるシリーズ
2001年より刊行。企業や団体の協賛（タイアップ）のもと製作されたもの。原則的に非売品で、全国の公共図書館や小学校の図書室に無償配布されていたり、PRの景品などで協賛元から頒布されている。作中には協賛元の実際の商品が登場することがある。一部タイトルはシリーズ名を外したものが市販されている。
公式サイト「学研キッズネット」や学研電子ストア→学研bookbeyond（2011年5月25日より）にて電子書籍版の無料閲覧・配信も実施されている。

### まんがひみつ文庫
| 巻  | タイトル                                                         | 発行日     | 協力企業・団体                                                    | 漫画著者                                   |
| --- | ---------------------------------------------------------------- | ---------- | ----------------------------------------------------------------- | ------------------------------------------ |
| 001 | ハンバーガーのひみつ                                             | 2001.4.1   | 日本マクドナルド                                                  | もりもとなつき                             |
| 002 | 宅配便のひみつ                                                   | 2001.4.1   | 佐川急便                                                          | 田中久志                                   |
| 003 | インターネットのひみつ                                           | 2001.10.1  | Yahoo! JAPAN                                                      | 甲斐すみよし                               |
| 004 | チョコレートのひみつ                                             | 2001.10.1  | ロッテ                                                            | 田川滋                                     |
| 005 | 眼のひみつ                                                       | 2001.10.1  | メニコン                                                          | 関口たか広                                 |
| 006 | けいたい電話のひみつ                                             | 2001.12.20 | NTTドコモ                                                         | 田中久志                                   |
| 007 | ビスケットのひみつ                                               | 2002.2.28  | 森永製菓                                                          | おだぎみを                                 |
| 008 | お金のひみつ                                                     | 2003.4.1   | 野村證券                                                          | 田中久志                                   |
| 009 | コンビニのひみつ                                                 | 2003.4.1   | ローソン                                                          | 大林かおる                                 |
| 010 | デジタルカメラのひみつ                                           | 2003.10.16 | キヤノン                                                          | 田川滋                                     |
| 011 | お米のひみつ                                                     | 2004.3.1   | サタケ                                                            | 田中久志                                   |
| 012 | 下着のひみつ                                                     | 2004.3.25  | ワコール                                                          | あすみきり                                 |
| 013 | 宅配ピザのひみつ                                                 | 2004.3.1   | フォーシーズ（ピザーラ）                                          | おだぎみを                                 |
| 014 | 電池のひみつ                                                     | 2004.4.5   | 三洋電機（エネループ）                                            | 関口たか広                                 |
| 015 | サイダーのひみつ                                                 | 2004.7.1   | アサヒ飲料（三ツ矢サイダー）                                      | 田中久志                                   |
| 016 | 塩のひみつ                                                       | 2005.3.25  | 塩事業センター                                                    | 大岩ピュン                                 |
| 017 | 歯と歯みがきのひみつ                                             | 2005.4.1   | ライオン                                                          | 甲斐すみよし                               |
| 018 | 家庭用殺虫剤のひみつ                                             | 2005.3.25  | 大日本除虫菊                                                      | おだぎみを                                 |
| 019 | カレーのひみつ                                                   | 2005.10.31 | ハウス食品                                                        | 山口育孝                                   |
| 020 | 燃料電池車のひみつ                                               | 2005.12.26 | 本田技研工業（FCXクラリティ）                                     | 手丸かのこ                                 |
| 021 | 天然水のひみつ                                                   | 2006.3.31  | サントリーフーズ（サントリー天然水）                              | 田中久志                                   |
| 022 | トイレのひみつ                                                   | 2006.4.1   | 東陶機器（ウォシュレット・ネオレスト）                            | ひろゆうこ                                 |
| 023 | エレベーター・エスカレーターのひみつ                             | 2006.10.1  | 日立ビルシステム                                                  | おぎのひとし                               |
| 024 | 裁判のひみつ                                                     | 2007.3.1   | 法務省（裁判員制度）                                              | 山口育孝                                   |
| 025 | 日本茶のひみつ                                                   | 2007.3.31  | サントリーフーズ（伊右衛門）                                      | 山口育孝                                   |
| 026 | 乳酸菌のひみつ                                                   | 2007.3.31  | カルピス                                                          | 鵺りつき                                   |
| 027 | きのこのひみつ                                                   | 2007.3.25  | ホクト                                                            | ひろゆうこ                                 |
| 028 | 住まいのひみつ                                                   | 2007.3.31  | 積水ハウス                                                        | 田中久志                                   |
| 029 | 森と木のひみつ                                                   | 2007.3.25  | 住友林業                                                          | おだぎみを                                 |
| 030 | 銀行のひみつ                                                     | 2007.4.1   | 三井住友銀行                                                      | 田川滋                                     |
| 031 | テレビゲームのひみつ                                             | 2007.3.31  | カプコン                                                          | 大岩ピュン                                 |
| 032 | 野菜ジュースのひみつ                                             | 2007.5.18  | カゴメ（野菜生活100）                                             | つやまあきひこ                             |
| 033 | 大豆のひみつ                                                     | 2007.7.25  | 不二製油                                                          | 山口育孝                                   |
| 034 | コーヒーのひみつ                                                 | 2007.10.1  | ドトールコーヒー                                                  | 山口育孝                                   |
| 035 | 紙のひみつ                                                       | 2007.12.18 | 王子製紙                                                          | おぎのひとし                               |
| 036 | 学生服のひみつ                                                   | 2008.2.29  | 尾崎商事（カンコー学生服）                                        | 山口育孝                                   |
| 037 | 明太子のひみつ                                                   | 2008.3.25  | やまやコミュニケーションズ                                        | 名古屋裕                                   |
| 038 | ミシンのひみつ                                                   | 2008.3.31  | ブラザー工業                                                      | あすみきり                                 |
| 039 | ハム・ソーセージのひみつ                                         | 2008.4.1   | 伊藤ハム                                                          | つやまあきひこ                             |
| 040 | 漢検のひみつ                                                     | 2008.9.10  | 日本漢字能力検定協会                                              | 大岩ピュン                                 |
| 041 | 段ボールのひみつ                                                 | 2008.10.1  | レンゴー                                                          | 出口由美子                                 |
| 042 | 百貨店のひみつ                                                   | 2009.3.6   | 三越                                                              | 山口育孝                                   |
| 043 | ペットフードのひみつ                                             | 2009.3.10  | 日本ヒルズ・コルゲート                                            | 鵺りつき                                   |
| 044 | 牛丼のひみつ                                                     | 2009.3.17  | ゼンショー（すき家）                                              | ひろゆうこ                                 |
| 045 | 野菜と花 タネのひみつ                                            | 2009.3.31  | タキイ種苗                                                        | 鳥飼規世                                   |
| 046 | 保険のひみつ                                                     | 2009.6.1   | 日本生命保険                                                      | 田川滋                                     |
| 047 | 軟こうのひみつ                                                   | 2009.9.1   | 大塚製薬（オロナインH軟膏）                                       | 田中久志                                   |
| 048 | インスタントラーメンのひみつ                                     | 2010.1.15  | 日清食品                                                          | 田中久志                                   |
| 049 | 自転車駐車場のひみつ                                             | 2010.2.26  | 財団法人自転車駐車場整備センター                                  | 鳥飼規世                                   |
| 050 | 新聞のひみつ                                                     | 2010.3.1   | 読売新聞東京本社                                                  | ひろゆうこ                                 |
| 051 | エネルギーのひみつ                                               | 2010.8.31  | 原子力発電環境整備機構                                            | おがたたかはる                             |
| 052 | 燃料電池のひみつ                                                 | 2010.4.1   | 新日本石油（エネファーム）                                        | たまだまさお                               |
| 053 | 八ッ橋のひみつ                                                   | 2010.4.1   | 聖護院八ツ橋総本店                                                | 山口育考                                   |
| 054 | 太陽電池のひみつ                                                 | 2010.4.1   | シャープ（サンビスタ）                                            | もちつきかつみ                             |
| 055 | 地デジのひみつ                                                   | 2010.7.14  | 総務省テレビ受信者支援センター                                    | 鳥飼規世                                   |
| 056 | 人工衛星のひみつ                                                 | 2010.8.1   | 三菱電機                                                          | 出口由美子                                 |
| 057 | 餃子のひみつ                                                     | 2011.1.10  | 王将フードサービス（餃子の王将）                                  | 山口育孝                                   |
| 058 | 冷凍食品のひみつ                                                 | 2011.3.1   | テーブルマーク                                                    | おぎのひとし                               |
| 059 | タイヤのひみつ                                                   | 2011.3.31  | ブリヂストン                                                      | 大石容子                                   |
| 060 | 漢方のひみつ                                                     | 2011.3.31  | ツムラ                                                            | おだぎみを                                 |
| 061 | 時計のひみつ                                                     | 2011.6.10  | 一般社団法人日本時計協会・一般社団法人日本輸入時計協会            | 田中久志                                   |
| 062 | まちづくりのひみつ                                               | 2011.8.15  | 大和ハウス                                                        | ひろゆうこ                                 |
| 063 | かんづめのひみつ                                                 | 2011.10.1  | はごろもフーズ                                                    | 田川滋                                     |
| 064 | 船・ボートのひみつ                                               | 2012.3.1   | BOAT RACE振興会                                                   | たまだまさお                               |
| 065 | 花粉症のひみつ                                                   | 2012.3.20  | サノフィ・アベンティス                                            | もちつきかつみ                             |
| 066 | テレビ放送のひみつ                                               | 2012.3.10  | NHK                                                               | 藤みき生                                   |
| 067 | めんのひみつ                                                     | 2012.4.1   | シマダヤ                                                          | 吉野恵美子                                 |
| 068 | そうじのひみつ                                                   | 2012.4.1   | ダスキン                                                          | 鳥飼規世                                   |
| 069 | 旅行のひみつ                                                     | 2012.3.12  | JTB                                                               | 山口育孝                                   |
| 070 | デジタルカメラのひみつ【新版】                                   | 2012.6.30  | キヤノン                                                          | 鳥飼規世                                   |
| 071 | 光ファイバー通信のひみつ                                         | 2012.6.15  | NTT（フレッツ光）                                                 | 田川滋                                     |
| 072 | クレジットカードのひみつ                                         | 2012.7.18  | クレディセゾン                                                    | たまだまさお                               |
| 073 | 給食のひみつ                                                     | 2012.7.31  | グリーンハウス                                                    | たまだまさお                               |
| 074 | 香料のひみつ                                                     | 2012.8.1   | 小川香料                                                          | ひろゆうこ                                 |
| 075 | 航空会社のひみつ                                                 | 2012.8.24  | 全日空                                                            | 山口育孝                                   |
| 076 | ポンプのひみつ                                                   | 2012.10.1  | 荏原製作所                                                        | おぎのひとし                               |
| 077 | 道づくりのひみつ                                                 | 2012.11.15 | NIPPO                                                             | 中尾雄吉                                   |
| 078 | インドのひみつ                                                   | 2012.12.20 | サティア サイ教育協会・公益社団法人横浜インド商協会・シルク博物館 | 大石容子                                   |
| 079 | 仏教のひみつ                                                     | 2013.2.1   | 財団法人仏教伝道協会                                              | 谷豊                                       |
| 080 | 郵便局のひみつ                                                   | 2013.2.1   | 日本郵便株式会社                                                  | おぎのひとし                               |
| 081 | 天然ガス開発のひみつ                                             | 2013.1.30  | 国際石油開発帝石                                                  | 山口育孝                                   |
| 082 | 回転寿司のひみつ                                                 | 2013.3.31  | あきんどスシロー                                                  | たまだまさお                               |
| 083 | みそのひみつ                                                     | 2013.4.1   | マルコメ                                                          | 大岩ピュン                                 |
| 084 | ファッションのひみつ                                             | 2013.4.1   | オンワード                                                        | あすみきり                                 |
| 085 | 衛星多チャンネル放送と衛星通信のひみつ                           | 2013.4.20  | スカパーJSAT                                                      | もちつきかつみ                             |
| 086 | 歯と歯みがきのひみつ【新版】                                     | 2013.6.4   | ライオン                                                          | 山口育孝                                   |
| 087 | アイスクリームのひみつ                                           | 2013.6.1   | ロッテ・ロッテアイス                                              | 宮原美香                                   |
| 088 | スポーツクラブのひみつ                                           | 2013.8.31  | スポーツクラブNAS                                                 | 鳥飼規世                                   |
| 089 | がんのひみつ                                                     | 2013.10.1  | 国立がん研究センター                                              | 田川滋                                     |
| 090 | 接着剤のひみつ                                                   | 2014.1.31  | セメダイン                                                        | たまだまさお                               |
| 091 | プルーンのひみつ                                                 | 2014.1.1   | 三基商事                                                          | 工藤ケン                                   |
| 092 | ファスナーのひみつ                                               | 2014.3.31  | YKK                                                               | たまだまさお                               |
| 093 | ドラッグストアと調剤のひみつ                                     | 2014.3.31  | ココカラファイン                                                  | おだぎみを                                 |
| 094 | 正露丸のひみつ                                                   | 2014.3.31  | 大幸薬品（正露丸）                                                | おぎのひとし                               |
| 095 | レジのひみつ                                                     | 2014.4.30  | 寺岡精工                                                          | おがたたかはる                             |
| 096 | 目と目薬のひみつ                                                 | 2014.5.30  | ロート製薬                                                        | 山口育孝                                   |
| 097 | スポーツナビゲーターのひみつ                                     | 2015.7.31  | ゼビオ                                                            | 宮原美香                                   |
| 098 | 貼り薬のひみつ                                                   | 2015.1.31  | 久光製薬（サロンパス）                                            | おぎのひとし                               |
| 099 | コンピュータのひみつ                                             | 2015.3.31  | 富士通                                                            | ひろゆうこ                                 |
| 100 | はたらくロボットのひみつ                                         | 2015.3.31  | 安川電機                                                          | 大岩ピュン                                 |
| 101 | 3Dプリンターのひみつ                                             | 2015.5.31  | DMM.com                                                           | 大岩ピュン                                 |
| 102 | 冠婚葬祭 儀式のひみつ                                            | 2015.6.30  | セレマ・ベルコ・互助センター友の会・玉姫グループ・ベルセレマ      | 鳥飼規世                                   |
| 103 | グラノーラ・コーンフレークのひみつ                               | 2015.6.30  | 日清シスコ                                                        | 山口育孝                                   |
| 104 | 化学のひみつ                                                     | 2015.9.22  | 住友化学                                                          | おがたたかはる                             |
| 105 | お化粧のひみつ                                                   | 2015.9.25  | 資生堂                                                            | 宮原美香                                   |
| 106 | 電気で走るクルマのひみつ 〜EV・PHEV〜                            | 2015.9.30  | 三菱自動車工業                                                    | もちつきかつみ                             |
| 107 | 氷のひみつ                                                       | 2015.12.25 | エフケイ                                                          | 大岩ピュン                                 |
| 108 | LEDのひみつ                                                      | 2015.12.25 | パナソニック                                                      | 谷豊                                       |
| 109 | 未来の車のひみつ                                                 | 2016.1.31  | トヨタ自動車                                                      | おぎのひとし                               |
| 110 | きれいな空気のひみつ                                             | 2016.1.31  | 進和テック・日本エアフィルター                                    | 出口由美子                                 |
| 111 | サイバーセキュリティのひみつ                                     | 2016.1.31  | IPA・NICT 他                                                      | ひろゆうこ                                 |
| 112 | ビタミン剤のひみつ                                               | 2016.3.31  | 武田薬品工業（アリナミン）                                        | おぎのひとし                               |
| 113 | 食物アレルギーのひみつ                                           | 2016.4.1   | ニッポンハム食の未来財団                                          | 工藤ケン                                   |
| 114 | 梅パワーのひみつ                                                 | 2016.3.31  | みなべ町・田辺市・チョーヤ梅酒 他                                 | 田川滋                                     |
| 115 | 家電量販店のひみつ                                               | 2016.3.31  | エディオン                                                        | たまだまさお                               |
| 116 | はたらく機械 レンタルのひみつ                                    | 2016.2.29  | レンタルのニッケン                                                | たまだまさお                               |
| 117 | 下水道のひみつ                                                   | 2016.5.31  | 日本下水道協会                                                    | ひろゆうこ                                 |
| 118 | ベアリングのひみつ                                               | 2016.6.30  | 日本精工                                                          | 田中久志                                   |
| 119 | 讃岐うどんのひみつ                                               | 2016.7.15  | トリドール（丸亀製麺）                                            | 山口育孝                                   |
| 120 | 石けんのひみつ                                                   | 2016.7.25  | 牛乳石鹸共進社                                                    | 宮原美香                                   |
| 121 | 耳と補聴器のひみつ                                               | 2016.8.8   | リオン                                                            | 谷豊                                       |
| 122 | 歯ブラシづくりのひみつ                                           | 2016.9.30  | エビス                                                            | たまだまさお                               |
| 123 | ぶつからないクルマのひみつ                                       | 2016.12.25 | 富士重工業（EyeSight）                                            | 山口育孝                                   |
| 124 | 窓のひみつ                                                       | 2017.2.3   | YKK AP                                                            | 松野千歌                                   |
| 125 | ジェネリックのひみつ                                             | 2017.3.30  | 沢井製薬                                                          | 吉野恵美子                                 |
| 126 | 漢検のひみつ【新版】                                             | 2017.3.31  | 日本漢字能力検定協会                                              | アサミネ鈴                                 |
| 127 | 巻寿司のひみつ                                                   | 2017.3.31  | あじかん                                                          | おぎのひとし                               |
| 128 | かつお節とだしのひみつ                                           | 2017.3.20  | ヤマキ                                                            | たまだまさお                               |
| 129 | インターネット広告のひみつ                                       | 2017.6.30  | デジル・アドバタイジング・コンソーシアム                          | 鳥飼規世                                   |
| 130 | お好み焼のひみつ                                                 | 2017.9.30  | オタフクソース                                                    | たまだまさお                               |
| 131 | キウイフルーツのひみつ                                           | 2017.9.30  | ゼスプリ・インターナショナル・ジャパン                            | おがたたかはる                             |
| 132 | フリーズドライのひみつ                                           | 2017.12.20 | アサヒグループ食品                                                | 山口育孝                                   |
| 133 | インターネットのひみつ【新版】                                   | 2017.12.20 | 日本レジストリサービス                                            | かんようこ                                 |
| 134 | ファッションビルのひみつ                                         | 2018.1.31  | ルミネ                                                            | まさやようこ                               |
| 135 | 港のひみつ                                                       | 2018.2.28  | 21世紀みなとづくり推進実行委員会                                  | たまだまさお                               |
| 136 | トンネルのひみつ                                                 | 2018.3.30  | 安藤・間                                                          | 田川滋                                     |
| 137 | いなり寿司のひみつ                                               | 2018.5.31  | みすずコーポレーション                                            | おだぎみを                                 |
| 138 | たすけあいのひみつ                                               | 2018.5.31  | 全労済                                                            | トミイ大塚                                 |
| 139 | あまさけのひみつ                                                 | 2018.8.10  | 八海醸造・八海山あまさけ製造所                                    | おだぎみを                                 |
| 140 | 工具のひみつ                                                     | 2018.9.12  | TONE                                                              | 水木繁                                     |
| 141 | ゼロ・エネルギー住宅のひみつ                                     | 2018.8.22  | LIXIL                                                             | 大岩ピュン                                 |
| 142 | キッチンのひみつ                                                 | 2018.8.24  | LIXIL                                                             | 宮原美香                                   |
| 143 | エクステリアのひみつ                                             | 2018.9.25  | LIXIL                                                             | たまだまさお                               |
| 144 | フラッシュメモリのひみつ                                         | 2018.9.25  | 東芝メモリ                                                        | とだ勝之                                   |
| 145 | 火災報知器のひみつ                                               | 2018.10.31 | ホーチキ・消防博物館・東京消防庁 品川消防署                       | 藤みき生                                   |
| 146 | 中華まんのひみつ                                                 | 2018.12.25 | 中村屋                                                            | 北神諒                                     |
| 147 | ガムのひみつ【新版】                                             | 2019.2.15  | ロッテ                                                            | マンガデザイナーズラボ                     |
| 148 | ふりかけのひみつ                                                 | 2019.2.28  | 田中食品                                                          | 山口育孝                                   |
| 149 | フォークリフトのひみつ                                           | 2019.2.28  | 豊田自動織機                                                      | おがたたかはる                             |
| 150 | モーターのひみつ                                                 | 2019.3.6   | 日本電産                                                          | おぎのひとし                               |
| 151 | チョコレートのひみつ【新版】                                     | 2019.3.25  | ロッテ                                                            | 春野まこと                                 |
| 152 | お肉のひみつ                                                     | 2019.3.18  | 全国農業協同組合連合会（JA全農）                                  | 大岩ピュン                                 |
| 153 | ゲーム＆クリエイターパソコンのひみつ                             | 2019.3.20  | マウスコンピュータ                                                | マンガデザイナーズラボ                     |
| 154 | 牛乳のひみつ                                                     | 2019.3.28  | よつ葉乳業                                                        | 深草あざみ                                 |
| 155 | 鉄のひみつ                                                       | 2019.4.1   | 日本製鉄                                                          | 水木繁                                     |
| 156 | カードゲームのひみつ                                             | 2019.4.15  | ブシロード                                                        | 梅屋敷ミタ                                 |
| 157 | エアコンのひみつ                                                 | 2019.5.13  | パナソニック                                                      | 大富寺航                                   |
| 158 | サイダーのひみつ【新版】                                         | 2019.3.15  | アサヒ飲料（三ツ矢サイダー）                                      | 海野そら太                                 |
| 159 | メガネと視力のひみつ                                             | 2019.5.31  | メガネトップ                                                      | ひろゆうこ                                 |
| 160 | 乳酸菌のひみつ【新版】                                           | 2019.6.7   | カルピス                                                          | おだぎみを                                 |
| 161 | 女子野球のひみつ                                                 | 2019.6.27  | わかさ生活                                                        | マンガデザイナーズラボ・星桜高校漫画研究部 |
| 162 | こうや豆腐のひみつ                                               | 2019.7.31  | みすずコーポレーション                                            | 山口育孝                                   |
| 163 | 真珠のひみつ                                                     | 2019.7.16  | ミキモト                                                          | おぎのひとし                               |
| 164 | 多目的作業車のひみつ                                             | 2019.7.20  | ワイ・エンジニアリング                                            | トミイ大塚                                 |
| 165 | 雷のひみつ                                                       | 2019.9.20  | サンコーシャ                                                      | こめ助                                     |
| 166 | 総合商社のひみつ                                                 | 2019.9.25  | 住友商事                                                          | 工藤ケン                                   |
| 167 | 宅配ロッカー・宅配ボックスのひみつ                               | 2019.12.5  | フルタイムシステム                                                | トミイ大塚                                 |
| 168 | 銅のひみつ                                                       | 2020.3.24  | JX金属                                                            | 山口育孝                                   |
| 169 | 建設機械 提案サービスのひみつ                                    | 2020.3.27  | アクティオ                                                        | あさだみほ                                 |
| 170 | セメントのひみつ                                                 | 2020.3.25  | 太平洋セメント                                                    | 工藤ケン                                   |
| 171 | 燃料電池自動車のひみつ【新版】                                   | 2020.3.31  | 本田技研工業                                                      | 水木繁                                     |
| 172 | パスタのひみつ                                                   | 2020.5.21  | マ・マー                                                          | 宮原美香                                   |
| 173 | アルミ鋳物のひみつ                                               | 2020.12.11 | 広島アルミニウム工業                                              | 山口育孝                                   |
| 174 | 包装のひみつ                                                     | 2021.3.8   | シモジマ                                                          | 梅屋敷ミタ                                 |
| 175 | ビタミン剤のひみつ【改訂版】                                     | 2021.4.1   | アリナミン製薬（アリナミン）                                      | おぎのひとし                               |
| 176 | 免疫のひみつ                                                     | 2021.9.30  | キリンホールディングス                                            | 山口育孝                                   |
| 177 | 大豆ミートのひみつ                                               | 2021.12.17 | 大塚食品                                                          | 高世えり子                                 |
| 178 | ほたてのひみつ                                                   | 2022.3.1   | 北海道漁業協同組合連合会                                          | 小室栄子                                   |
| 179 | こんぶのひみつ                                                   | 2022.3.1   | 北海道漁業協同組合連合会                                          | 水木繁                                     |
| 180 | 秋さけのひみつ                                                   | 2022.3.1   | 北海道漁業協同組合連合会                                          | マリサ                                     |
| 181 | お金のひみつ【新版】                                             | 2022.3.24  | 野村ホールディングス                                              | RICCA                                      |
| 182 | 食品トレーのひみつ                                               | 2022.5.31  | エフピコ                                                          | 深草あざみ                                 |
| 183 | ボイラーのひみつ                                                 | 2022.4.1   | ヒラカワ                                                          | おぎのひとし                               |
| 184 | 情報通信のひみつ                                                 | 2022.6.30  | 華為技術日本                                                      | おがたたかはる                             |
| 185 | カプセルトイのひみつ                                             | 2022.9.30  | バンダイ（ガシャポン）                                            | 梅屋敷ミタ                                 |
| 186 | 記念写真のひみつ                                                 | 2022.9.30  | スタジオアリス                                                    | おだぎみを                                 |
| 187 | プレス加工と溶接のひみつ                                         | 2022.9.30  | キーレックス                                                      | 水木繁                                     |
| 188 | 音楽の著作権のひみつ                                             | 2022.12.12 | 日本音楽著作権協会                                                | 杉谷エコ                                   |
| 189 | 青少年赤十字のひみつ                                             | 2023.1.31  | 日本赤十字社                                                      | 宮原美香                                   |
| 190 | のどのひみつ                                                     | 2023.2.15  | 龍角散                                                            | 工藤ケン                                   |
| 191 | 漁業協同組合のひみつ                                             | 2023.3.10  | 北海道漁業協同組合連合会                                          | おぎのひとし                               |
| 192 | 電気を安全に使えるひみつ                                         | 2023.3.14  | 日東工業                                                          | 水木繁                                     |
| 193 | 住宅塗装のひみつ -美しくて長持ちする光触媒塗料-                  | 2023.1.31  | PGSホーム                                                         | 大岩ピュン                                 |
| 194 | グラスファイバーのひみつ                                         | 2023.4.1   | 日東紡績                                                          | 工藤ケン                                   |
| 195 | 電気のひみつ                                                     | 2023.4.30  | 関電工                                                            | 山口育孝                                   |
| 196 | おにぎりのひみつ                                                 | 2023.4.12  | 武蔵野                                                            | 工藤ケン                                   |
| 197 | ヘルメットのひみつ                                               | 2023.7.4   | 谷沢製作所                                                        | おぎのひとし                               |
| 198 | 水を活かす技術のひみつ                                           | 2023.6.30  | アクアス                                                          | 深草あざみ                                 |
| 199 | mRNAのひみつ                                                     | 2023.10.26 | モデルナ・ジャパン                                                | 小室栄子                                   |
| 200 | Wi-Fiのひみつ                                                    | 2023.9.30  | バッファロー                                                      | 山口育孝                                   |
| 201 | フルーツ和菓子のひみつ                                           | 2023.11.10 | 宗家 源吉兆庵                                                     | 杉谷エコ                                   |
| 202 | 空気のひみつ                                                     | 2023.11.16 | 高砂熱学工業                                                      | マンガデザイナーズラボ                     |
| 203 | 作物をまもるひみつ 〜農薬の役割がわかる〜                        | 2024.1.31  | JCPA農薬工業会                                                    | おがたたかはる                             |
| 204 | 空港のひみつ 〜夢はばたく空の玄関口〜 羽田空港ってどんなところ？ | 2024.3.25  | 日本空港ビルデング                                                | 大月マナ                                   |
| 205 | 香水のひみつ                                                     | 2024.3.25  | SHIRO                                                             | 宮原美香                                   |
| 206 | 光ファイバケーブルのひみつ                                       | 2024.5.31  | 古河電気工業                                                      | ひろゆうこ                                 |
| 207 | 大相撲のひみつ                                                   | 2024.4.30  | 日本相撲協会                                                      | 藤みき生                                   |
| 208 | 舞台照明のひみつ                                                 | 2024.6.30  | 松村電機製作所                                                    | 水木繁                                     |
| 209 | 図書館のひみつ                                                   | 2024.7.25  | 図書館流通センター                                                | アサミネ鈴                                 |
| 210 | 海のひみつ                                                       | 2024.7.19  | 笹川平和財団 海洋政策研究所                                       | マリサ                                     |
| 211 | フードデリバリーのひみつ                                         | 2024.6.14  | Uber Eats Japan                                                   | 工藤ケン                                   |
| 212 | 皮ふとぬり薬のひみつ                                             | 2024.9.30  | マルホ                                                            | 海野そら太                                 |
| 213 | 納豆のひみつ                                                     | 2024.9.30  | Mizkan                                                            | 小室栄子                                   |
| 214 | 植物油のひみつ                                                   | 2024.10.1  | 日清オイリオグループ                                              | おぎのひとし                               |
| 215 | マヨネーズのひみつ                                               | 2025.3.1   | キユーピー                                                        | 深草あざみ                                 |
| 216 | 豆乳のひみつ                                                     | 2025.3.31  | キッコーマンソイフーズ                                            | マリサ                                     |
| 217 | 警備業のひみつ                                                   | 2025.3.1   | 全国警備業協会                                                    | わたなべおうみ                             |
| 218 | 馬のトレーナーのひみつ                                           | 2025.3.25  | 日本調教師会                                                      | 田村正一                                   |
| 219 | 気象情報のひみつ                                                 | 2025.3.1   | 日本気象協会                                                      | 工藤ケン                                   |
| 220 | 建築と土木のひみつ                                               | 2025.4.25  | 大林組                                                            | おぎのひとし                               |
| 221 | 造船のひみつ                                                     | 2025.4.30  | 今治造船                                                          | おがたたかはる                             |
| 222 | アミノ酸のひみつ                                                 | 2025.7.1   | 味の素                                                            | ひろゆうこ                                 |

### まんがひみつ文庫 特別編

#### 仕事のひみつ編
| タイトル                                                             | 発行日     | 協力企業・団体                             | 漫画著者               |
| -------------------------------------------------------------------- | ---------- | ------------------------------------------ | ---------------------- |
| 理容のひみつ                                                         | 2006.4.1   | 社団法人日本理容美容教育センター           | きもとよしこ           |
| 夢をかなえるひみつ 〜ライフプランを作るFPの仕事〜                    | 2007.3.20  | 日本ファイナンシャル・プランナーズ協会     | もりもとなつき         |
| 働く人たちのひみつ 〜みんなを守る労働組合〜                          | 20011.1.31 | 日本労働組合総連合会                       | たまだまさお           |
| 薬剤師のひみつ 〜みんなの“安心”のために〜                            | 2016.3.1   | 日本薬剤師会                               | 大石容子               |
| 船員さんのひみつ                                                     | 2016.5.1   | J-CREWプロジェクト〜やっぱり海が好き〜     | おがたたかはる         |
| 弁護士のひみつ                                                       | 2017.2.10  | 日本弁護士連合会                           | おがたたかはる         |
| みんなをささえる生命保険 〜生き方と自助のひみつ〜                    | 2020.4.1   | 生命保険協会                               | こめ助                 |
| ウイルスのひみつ                                                     | 2020.5.29  | 学研ホールディングス、学研メディカル秀潤社 | マンガデザイナーズラボ |
| ALT（外国語指導助手）のひみつ 〜外国語を学び、世界の人とつながろう〜 | 2022.3.31  | 一般財団法人自治体国際化協会 他            | マンガデザイナーズラボ |
| 税理士のひみつ                                                       | 2023.3.1   | 日本税理士会連合会                         | アサミネ鈴             |
| 電気の安全を守るひみつ                                               | 2024.3.1   | 関東電気保安協会                           | 工藤ケン               |

#### 地域のひみつ編
| タイトル | 発行日     | 漫画著者     | 備考                                                                                |
| --- | ---------- | ------------ | ----------------------------------------------------------------------------------- |
| 埼玉県のひみつ                                                                                                   | 2015.1.31  | おだぎみを   | 監修：埼玉県民生活部広聴広報課                                                      |
| 山梨県のひみつ                                                                                                   | 2017.3.15  | 工藤ケン     | 監修：山梨県観光部観光企画課、表紙構成：吉沢やすみ                                  |
| 富山県のひみつ                                                                                                   | 2018.3.20  | 谷豊         | 監修：富山県総合政策局企画調整室、キャラクター：藤子不二雄A                         |
| 地震・津波防災のひみつ ～東日本大震災を忘れない～                                                                | 2018.3.20  | 工藤ケン     | 監修：宮城県教育庁スポーツ健康課                                                    |
| 福島県のひみつ ～震災のきおくときずな～                                                                          | 2018.3.20  | 山口育孝     | 監修：福島県企画調整部文化スポーツ局生涯学習課                                      |
| 日本遺産 倉敷市のひみつ                                                                                          | 2018.3.20  | おだぎみを   | 監修：倉敷市日本遺産推進室                                                          |
| 淡路島 洲本市のひみつ                                                                                            | 2019.2.11  | 小室栄子     | 監修：洲本市長 竹内通弘、洲本市魅力創生課、ふるさとすもと発信事業プロジェクトチーム |
| おかやまのひみつ                                                                                                 | 2019.3.25  | 工藤ケン     | 監修・写真・資料提供：日本遺産「桃太郎伝説の生まれたまち おかやま」推進協議会       |
| 石川県のひみつ 伝統工芸                                                                                          | 2020.3.16  | 吉祥寺笑     | 監修：石川県教育委員会事務局学校指導課                                              |
| エキナカのひみつ 〜東京駅ってすごい!〜                                                                           | 2020.3.10  | まさやようこ | 協力：東日本旅客鉄道株式会社、東京ステーションシティ運営協議会                      |
| 知ってる!?悠久の時が流れる日本遺産 石の島のひみつ 〜海を越え、日本の礎を築いた せとうち備讃諸島〜                | 2021.3.31  | おぎのひとし | 監修・写真・資料提供：せとうち備讃諸島日本遺産推進協議会                            |
| 岩手県 北上市のひみつ                                                                                            | 2021.3.15  | 宮原美香     | 監修：北上市長 高橋敏彦、北上市企画部都市プロモーション課                           |
| 日本遺産 麒麟のまちのひみつ 日本海の風が生んだ絶景と秘境―幸せを呼ぶ霊獣・麒麟が舞う大地「因幡・但馬」            | 2021.2.28  | 工藤ケン     | 監修・写真・資料提供：日本遺産「麒麟のまち」推進協議会                              |
| 日本遺産 火山からの贈り物 島根県 大田市のひみつ 石見の火山が伝える悠久の歴史〜"縄文の森""銀の山"と出逢える旅へ〜 | 2022.2.28  | 工藤ケン     | 監修・写真・資料提供：大田市日本遺産推進協議会                                      |
| ハワイのひみつ                                                                                                   | 2022.12.30 | ひろゆうこ   | 協力：ハワイ州観光局                                                                |

#### 社会のしくみのひみつ編
| タイトル                                     | 発行日    | 協力企業・団体 | 漫画著者               |
| -------------------------------------------- | --------- | -------------- | ---------------------- |
| 年金のひみつ                                 | 2022.2.9  | 厚生労働省     | マンガデザイナーズラボ |
| 税金のひみつ                                 | 2023.3.31 | 財務省主税局   | おがたたかはる         |
| きみが社会のまんなか! こどもまんなかのひみつ | 2025.3.21 | こども家庭庁   | 大月マナ               |

#### 日本ではじめて編
| タイトル                        | 発行日     | 協力企業・団体 | 漫画著者 |
| ------------------------------- | ---------- | -------------- | -------- |
| 日本郵政のひみつ 郵便のはじめて | 2021.12.10 | 日本郵政       | 工藤ケン |

#### SDGsのひみつ編
| タイトル                                                | 発行日     | 協力企業・団体 | 漫画著者       |
| ------------------------------------------------------- | ---------- | -------------- | -------------- |
| SDGsのひみつ（1） 貧困をなくそう                        | 2022.4.20  | こくみん共済   | まつもとめいこ |
| SDGsのひみつ（7） エネルギーをみんなに そしてクリーンに | 2022.5.31  | 三菱重工       | MAKO.          |
| SDGsのひみつ（12） つくる責任 つかう責任                | 2023.4.18  | J-オイルミルズ | こめ助         |
| SDGsのひみつ（14） 海の豊かさを守ろう                   | 2024.12.30 | カネカ         | 野間与太郎     |

#### 会社がわかる 仕事がわかるシリーズ
| 巻 | タイトル                 | 発行日    | 協力企業・団体 | 漫画著者 |
| -- | ------------------------ | --------- | -------------- | -------- |
| 6  | 馬のトレーナーという仕事 | 2015.3.25 | 日本調教師会   | 工藤ケン |

#### その他
| タイトル     | 発行日     | 協力企業・団体 | 漫画著者       |
| ------------ | ---------- | -------------- | -------------- |
| 水道のひみつ | 2012.12.20 | 東京都水道局   | おがたたかはる |

## 大人のひみつシリーズ
2011年より刊行が開始された、「かつて『ひみつシリーズ』を読んで育った世代に向けた、大人のための学習漫画」をコンセプトにしたシリーズ。学研ノーラコミックスレーベルより刊行されている他、電子書籍でも配信。執筆作家はよこたとくお、ビッグ錠、ロビン西、新沢基栄、えびはら武司、しりあがり寿、平松伸二など。